# 车东旻
車東旻（1986年8月24日—）是一名韓國跆拳道選手。他在2008年夏季奧林匹克運動會男子80公斤級以上跆拳道比賽中以一分之微擊敗希臘選手亚历山德罗斯·尼古拉迪斯，獲得了他個人的首面金牌。